# Kymbo
Kymbo är kyrkbyn i Kymbo socken i Tidaholms kommun och ligger cirka två mil sydöst om Falköping. 
Den så kallade Kymbofiguren är en liten silverstatyett som hittats vid Storegården i Kymbo. Figuren är av kopparblandat silver och bär en guldhalsring. Möjligen kan den föreställa den hängde Oden. Kymbofiguren dateras till folkvandringstid och finns utställd i Guldrummet på Historiska museet i Stockholm. 
I Kymbo finns en väderstation.